# Rockerkrieg in Skandinavien

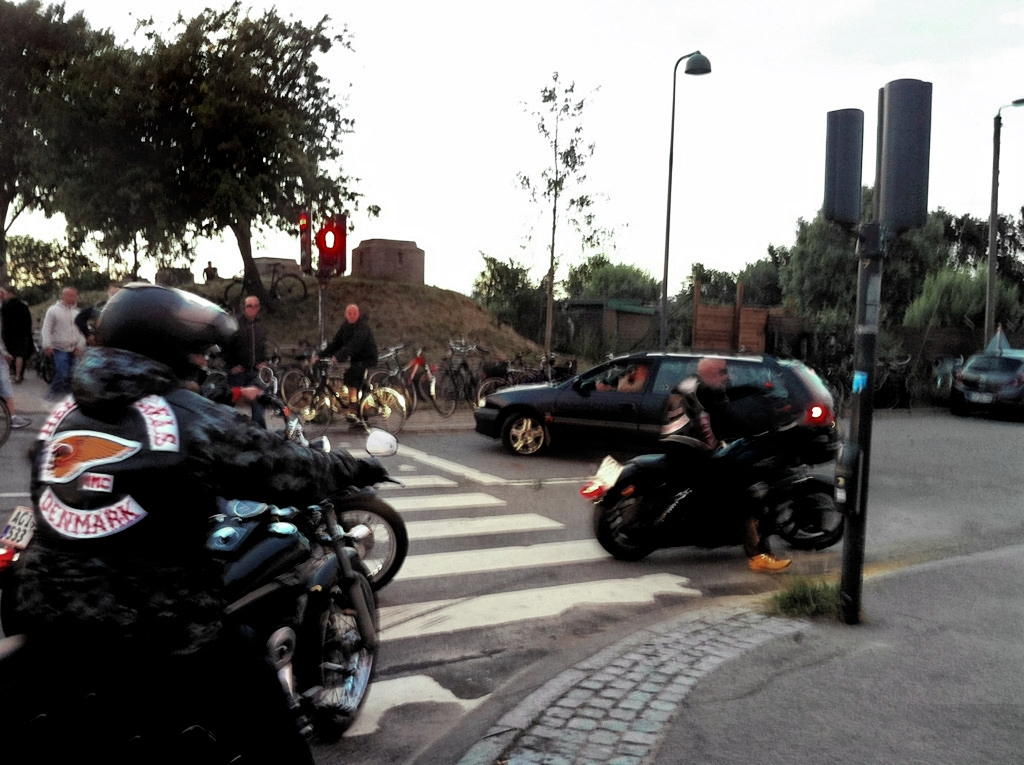
Mitglieder der Hells Angels Denmark in Kopenhagen-Christianshavn (2011)

Der Rockerkrieg in Skandinavien war ein Konflikt in der skandinavischen Rockerszene von 1994 bis 1997, der sich hauptsächlich zwischen den Hells Angels und den Bandidos abspielte. Jedoch waren auch der Outlaws MC und einige kleinere Supporter-Clubs involviert. Hauptschauplätze waren Kopenhagen in Dänemark, Helsinki in Finnland, Oslo in Norwegen, sowie Helsingborg und Malmö in Schweden. In den skandinavischen Ländern wird der Konflikt häufig in Anlehnung an den Großen Nordischen Krieg als „Großer Nordischer Rockerkrieg“ oder „Großer Nordischer MC-Krieg“ bezeichnet.

## Vorgeschichte
Neujahr 1980 wurde von Jørn „Jønke“ Nielsen ein Charter der Hells Angels in Kopenhagen, Dänemark, gegründet. Der Club bekämpfte von 1980 bis 1987 den Bullshit MC und setzte sich schließlich gegen diesen durch. Bis 1990 breiteten sich verschiedene weitere Motorcycle-Clubs in Skandinavien aus; 1984 gründete sich so der Morticians MC. 1992 eskalierte ein Konflikt zwischen den Hells Angels und dem Morticians MC, die bis dato freundschaftlich verbunden gewesen waren. Die Morticians gaben sich den neuen Namen Undertakers MC und wurden Verbündete des internationalen Clubs Bandidos, der in Europa bisher nur in Marseille, Frankreich, vertreten gewesen war, aber Interesse an einer Expansion hatte. 1993 wurden die Undertakers schließlich zum Bandidos MC Denmark. 1994 versuchten die Hells Angels zu verhindern, dass sich der Morbids MC in Schweden zu einem großen Club und damit zu einem Rivalen entwickelte. Die Morbids wandten sich daraufhin wie zuvor die Undertakers an die Bandidos und wurden Verbündete. In Norwegen wiederum verbündete sich der Outlaws MC mit den Bandidos. Die Streitigkeiten eskalierten schließlich zu einem gewaltsamen Konflikt um die Kontrolle des Drogenmarktes in Skandinavien, insbesondere in Kopenhagen und der dortigen Freistadt Christiania.

## Die Auseinandersetzung
Der erste bekannt gewordene Zwischenfall war eine Schießerei am 26. Januar 1994 im Clubhaus des Morbids MC in Helsingborg, Schweden, bei der niemand verletzt wurde. Im Februar kam es ebenfalls in Helsingborg zu einer Schießerei zwischen Hells Angels und Bandidos, bei der der Hells Angel Joakim Boman ums Leben kam. Nur wenige Tage später wurde der Angels Place mit einer Panzerabwehrrakete beschossen. Am 22. Juni 1994 wurde der Präsident des Klan MCs, ein Verbündeter der Bandidos in Finnland, von Hells Angels erschossen. Anfang 1995 erreichte die Auseinandersetzung Oslo, wo es am 19. Februar zu einer Schießerei zwischen den Hells Angels und den Bandidos kam. Dabei wurde ein Rocker verletzt.
Michael „Joe“ Ljunggren, Präsident des Bandidos MC Sweden, wurde am 17. Juli 1995 ermordet. Die Bandidos rächten sich neun Tage später mit mehreren Panzerabwehrraketen, die auf Clubhäuser verschiedener Clubs in Helsinki und Helsingborg abgefeuert wurden. Für diese Taten wurden später zwei Bandidos verurteilt: Kai Tapio Blom bekam sechs Jahre und Antti Tauno Tapani vier Jahre Haft. Als der finnische Präsident der Bandidos dem Prozess beiwohnen wollte, wurde er von mehreren Hells Angels attackiert. Als Vergeltung wurde der Tattooladen eines Hells Angels zerstört.

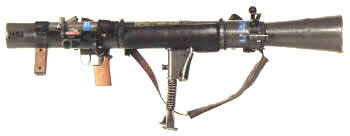
Entwendete Raketenwerfer der schwedischen Streitkräfte wurden eingesetzt, um verschiedene Clubhäuser anzugreifen

Weihnachten 1995 wurden zwei Hells Angels in einem Nachtclub in Kopenhagen von mehreren Bandidos verprügelt. Damit erreichte die Auseinandersetzung Dänemark. Im Januar 1996 wurden in Norwegen mehrere Bombenanschläge auf Clubhäuser der Hells Angels in Oslo und des Prospect-Clubs Screwdrivers MCs in Hamar verübt. In Helsinki wurde die Kneipe eines Hells Angels ebenfalls Ziel eines Bombenanschlags. Am 1. März 1996 griffen Hells Angels ein Clubhaus der Bandidos in Helsinki an, wobei zwei Mitglieder der Bandidos, darunter der finnische Vizepräsident Jarkko Kokko, schwere Schussverletzungen davontrugen. Letzterer erlag 16 Tage später seinen Verletzungen. Angeklagt wurden später die Hells-Angels-Prospects Ilkka Ukkonen und Jussi Penttinen, die zu zwölfeinhalb und sechs Jahren Haft verurteilt wurden.
Am 16. März 1996 wurden Bandidos an Flughäfen in Dänemark und Norwegen angegriffen. Am Flughafen Oslo-Fornebu wurden mehrere Bandidos verletzt, am Flughafen Kopenhagen-Kastrup wurde ein Bandido erschossen, drei weitere wurden verletzt. Die Bandidos kamen gerade von einem Wochenende in Helsinki zurück. Sechs Hells Angels und ihre Verbündeten wurden dafür später zu einer Gesamtstrafe von 53 Jahren verurteilt. Einer von ihnen erhielt lebenslänglich. Im April und Mai 1996 wurden weitere Bombenanschläge auf Clubhäuser der Hells Angels und ihrer Supporter in Helsingborg und im südlichen Dänemark verübt.
Jan „Face“ Krogh Jensen, ein Mitglied der Bandidos, wurde am 15. Juli 1996 in Drammen, Norwegen, erschossen. Sechs Tage später wurde ein Prospect der Hells Angels in Oslo erschossen. Im gleichen Monat wurden zwei Hells Angels in Malmö, Schweden, und im Gefängnis Jyderup in Dänemark verletzt. Am 28. August wurde ein Attentat auf den Vizepräsidenten der Hells Angels in Schweden verübt. Dieser wurde dabei verletzt.

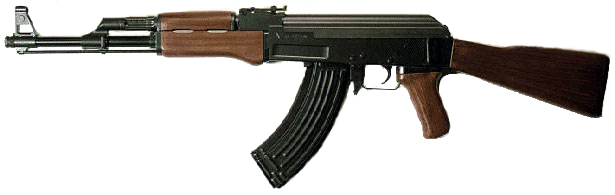
Auch AK-47 wurden in dem Konflikt eingesetzt

Im Oktober 1996 gab es drei Angriffe auf Clubhäuser der Hells Angels. Am 3. Oktober wurden zwölf unbeteiligte Personen bei einer Explosion in Malmö verletzt. Drei Tage später wurde während einer Party der Hells Angels das Clubhaus in Kopenhagen mit einem Raketenwerfer beschossen. Dabei wurden ein Hells Angel und ein Gast getötet. Der Bandidos-Prospect Niels Poulsen wurde später der Tat überführt und zu lebenslänglicher Haft verurteilt. Am 30. Oktober explodierte eine Autobombe vor einem Clubhaus in Oslo. Ende 1996 gab es außerdem zwei Schießereien in Horsens und Aalborg in Dänemark.
Anfang 1997 wurde der Hells Angel Kim Thrysöe Svendsen ermordet. Thore „Henki“ Holm, der Präsident des Outlaws MC, und ein französischer Rocker wurden bald darauf von einem Mitglied des Untouchables MC angeschossen. Verwundet wurden mehrere Bandidos in Amager und Køge in Dänemark. Als Vergeltung wurden Hells Angels in Frederiksberg beschossen.
Am 4. Juni 1997 explodierte eine Autobombe vor einem Clubhaus der Bandidos in Drammen, Norwegen. Bei der Explosion wurde die unbeteiligte Irene Astrid Bækkevold getötet, die gerade mit einem Auto vorbeifuhr. 2002 wurde ein Mitglied der Hells Angels wegen des Anschlags verurteilt. Am 7. Juni 1997 wurden Björn Gudmandsen getötet und drei weitere Bandidos bei einer Schießerei in Liseleje, Dänemark, verletzt. Der Hells Angel Vagn Smith erhielt dafür später lebenslänglich. Am 11. Juni 1997 kam es zum letzten bekannten Zwischenfall, als das Bandidos-Clubhaus in Dalby, Dänemark, vermint vorgefunden wurde.
Am 25. September 1997 wurde der Krieg offiziell beendet, als sich „Big“ Jim Tinndahn, der europäische Präsident der Bandidos, und sein Hells-Angels-Counterpart Bent „Blondie“ Nielsen im dänischen Fernsehen die Hände reichten. Anschließend kam es zu einer gemeinsamen Ausfahrt beider Clubs.

## Nachwirkungen
Insgesamt elf Morde, 74 versuchte Morde und 96 Verletzte forderte die Auseinandersetzung im Gesamten. Beide Clubs unterzeichneten eine Art Friedensvertrag, der Chapterbildungen in Skandinavien bis zum Ende der 1990er untersagte. Dies wurde jedoch nicht eingehalten. Der Staat Dänemark verbot zudem Motorradclubs den Kauf und Besitz von Land. Das Gesetz hatte jedoch keinen Bestand, da es der Verfassung widersprach. In einem Interview mit der dänischen Zeitschrift Faklen behaupteten die beiden Clubs später, der Konflikt habe ursprünglich nur zwischen einigen wenigen Mitgliedern bestanden, und es wären die Polizei und die Medien gewesen, die den Konflikt schließlich eskalieren ließen und die jahrelang eine Lösung verhinderten.
Die Auseinandersetzung belastete nicht nur die Beziehungen zwischen den beiden Clubs weltweit, sie beschädigte auch das Ansehen der beiden Clubs in anderen Ländern, die in der Öffentlichkeit seither stärker als zuvor mit organisierter Kriminalität in Verbindung gebracht werden. In Deutschland wurde ein ähnlicher Friedensschluss wie in Skandinavien 2010 zwischen dem Hells Angel Frank Hanebuth und Bandidos-Vizepräsident Peter Maczollek unter Aufsicht von Rechtsanwalt Götz von Fromberg vorgenommen.